# Johannes Brandenberg

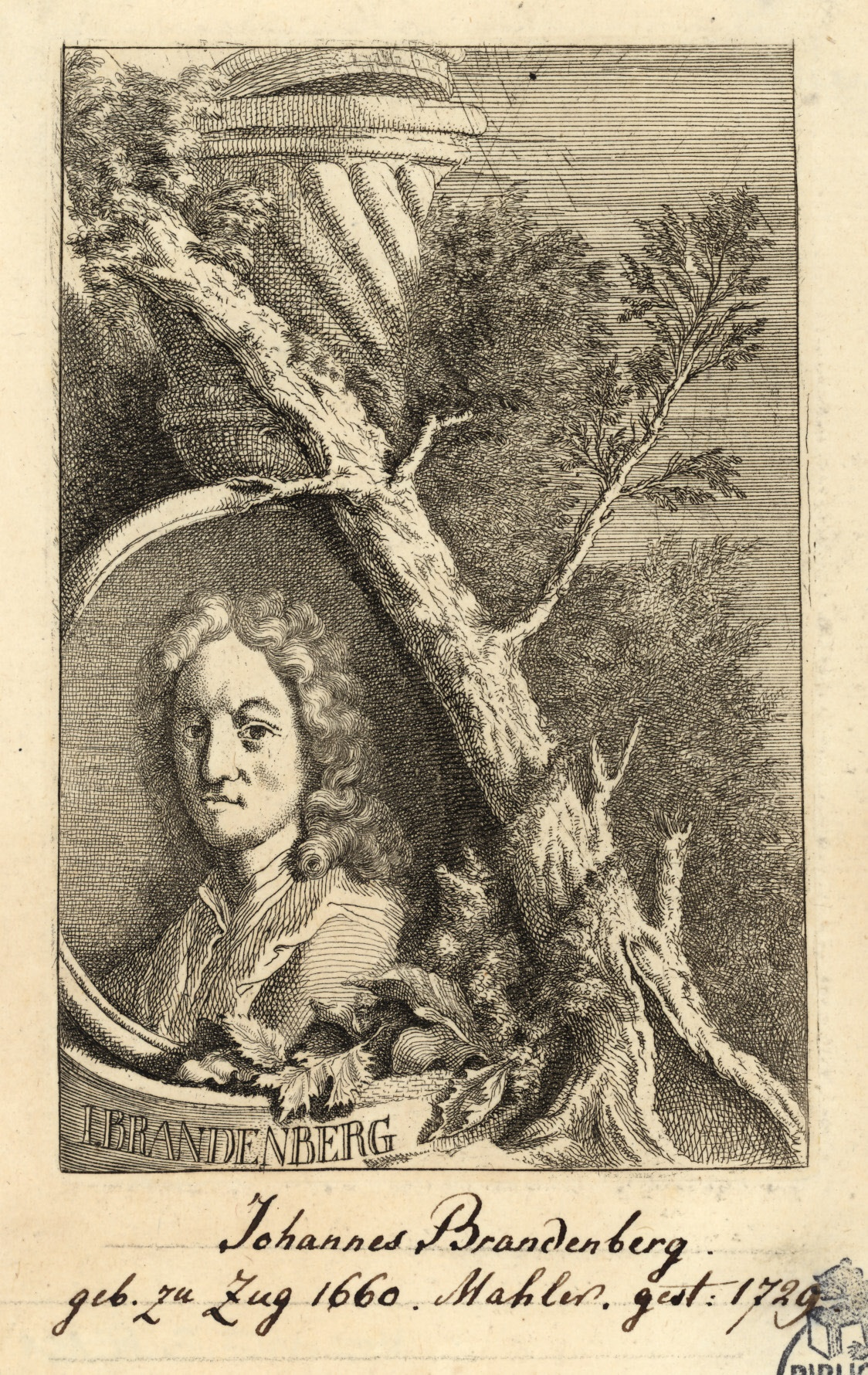
Porträt von Johannes Brandenberg (1661–1729), Radierung

Johannes Brandenberg (* 20. Mai 1661 in Zug; † 26. September 1729 ebenda) war ein Schweizer Maler des Barock.

## Leben
Brandenberg stammte aus Zug. Er war Sohn des Malers und Schneiders Thomas Brandenberg. 1683 heiratete er Maria Katharina Kloter. Er absolvierte eine erste Lehre beim Vater. 1680 trat er in die Zuger Lukasbruderschaft und verbrachte danach Wanderjahre (Innsbruck, Mantua). Von 1682 bis 1686 und von 1711 bis 1718 war er im Stift Einsiedeln tätig: dort schuf er u. a. Deckengemälde in der Beichtkapelle, die Ausmalung des Refektoriums sowie Decken- und Wandgemälde für die Abtskapelle. Von 1692 bis 1694 schuf er Altar- und Deckengemälde für die Stiftskirche Beromünster, 1723 den Hochaltar für die Klosterkirche St. Klara in Stans. Weitere seiner Werke sind die Fassadenmalerei am sogenannten Brandenberghaus in Zug sowie am Aarauer Rathaus, das Deckengemälde der Zuger Liebfrauenkirche und das Deckenbild des Musiksaals im Zürcher Fraumünster. Brandenberg führte auch Aufträge als Bildnismaler aus. Im Zweiten Villmergerkrieg war er Kommandant des Schlosses St. Andreas in Cham. Brandenberg steht in der Nachfolge der klassischen Richtung der italienischen Barockmalerei.